# Likérová špička

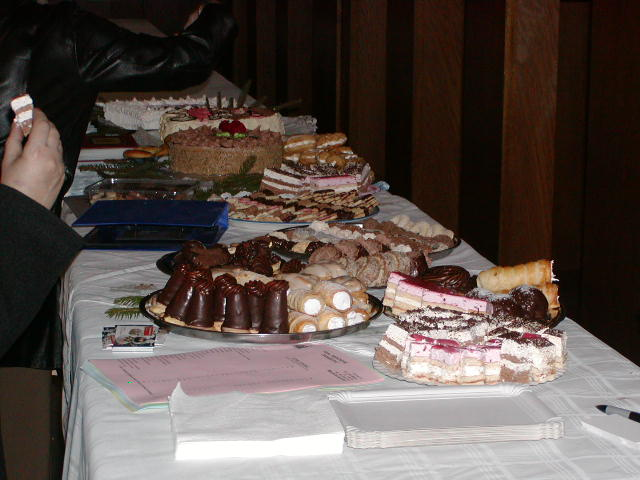
Množství zákusků, vpředu vlevo lze vidět sedm likérových špiček

Likérová špička nebo též koňaková špička je druh zákusku, který vznikl v Česku v 60. letech 20. století. Zákusek ve tvaru válce stojí na piškotovém těstě, je vyplněný vaječným koňakem uprostřed, kolem něj je čokoládový krém a ten je obklopen čokoládou. Vršek bývá celý vyplněný krémem. Likérové špičky mohou být různých tvarů i velikostí. Vzhledově podobným zákuskem je indiánek.